# Toni Bauhofer

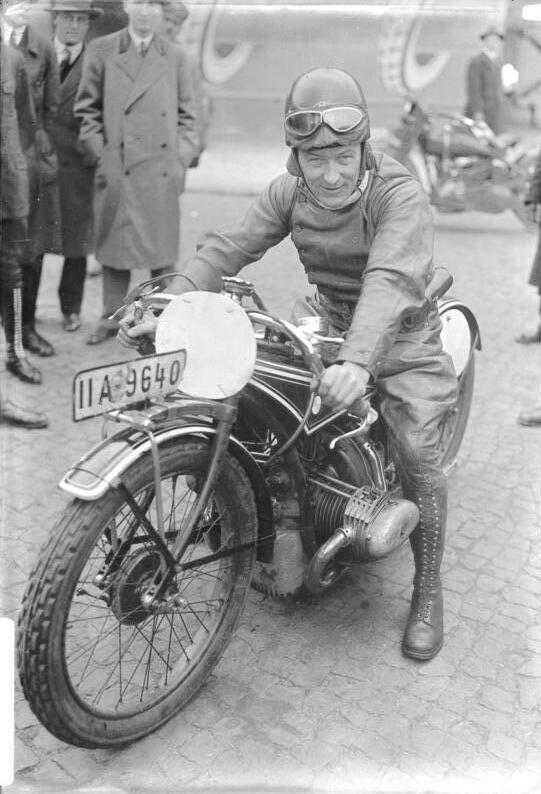
Bauhofer auf BMW nach seinem Sieg beim Kolberger Bäderrennen im Juni 1929

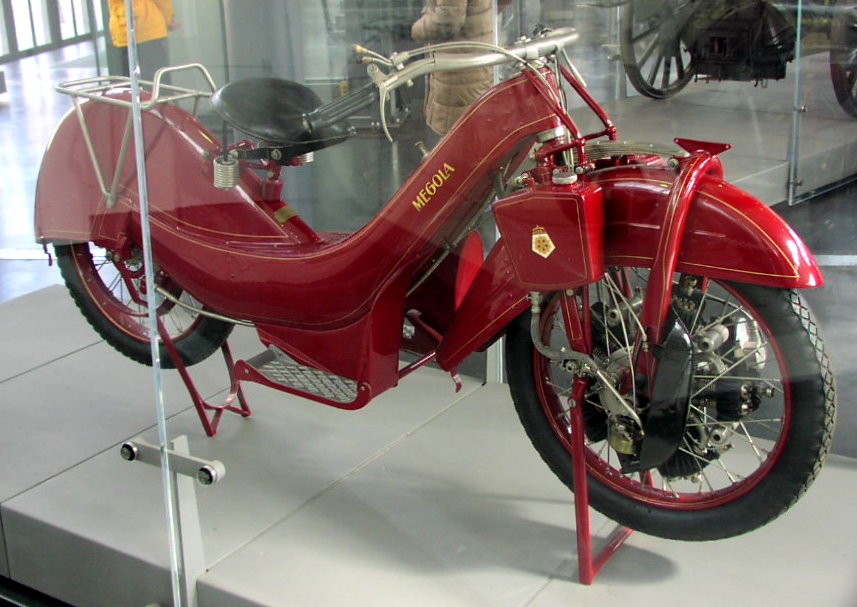
Megola-Sportmodell

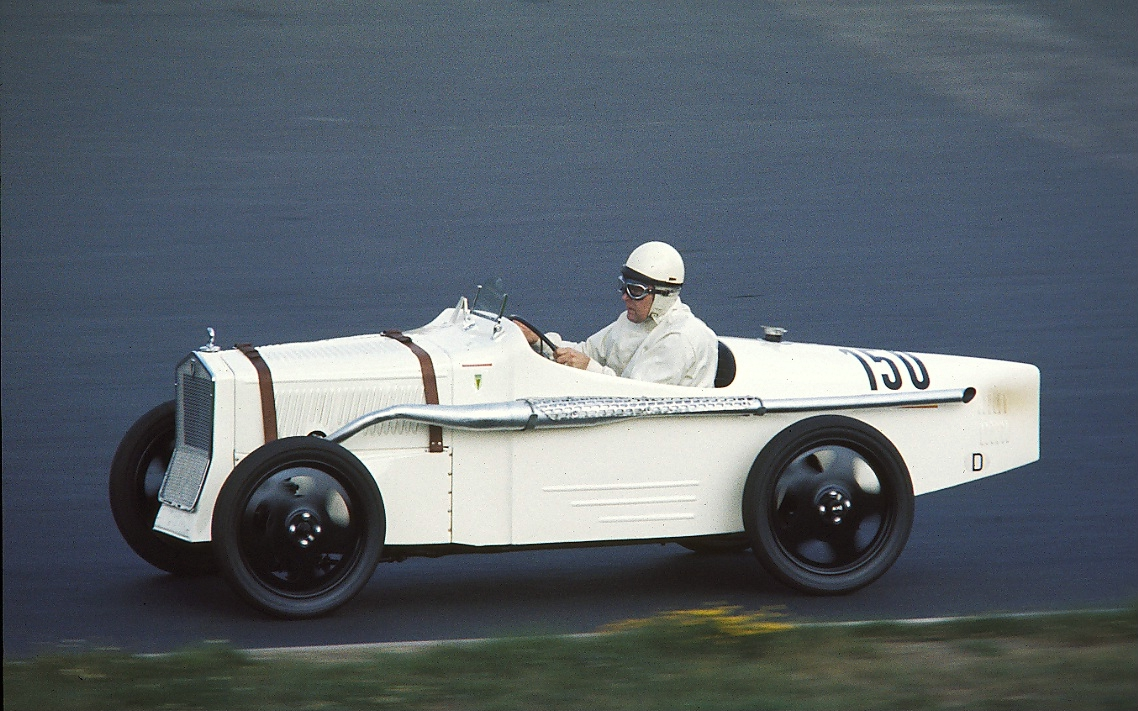
DKW-F-1-Rennwagen von 1932

Anton „Toni“ Bauhofer (* 25. Januar 1892 in München; † 10. Januar 1968 ebenda) war ein deutscher Automobil- und Motorradrennfahrer.
Bauhofer gilt als einer der Wegbereiter des deutschen Motorradrennsports und war einer der ersten deutschen Spitzenrennfahrer. In seiner Karriere gewann er viermal die Deutsche Motorrad-Straßenmeisterschaft.

## Karriere
Der gebürtige Münchner Toni Bauhofer arbeitete nach seiner Mechanikerlehre bei Vomag in Plauen und später bei Maffei und den Rapp-Motorenwerken in seiner Heimatstadt. Im Ersten Weltkrieg war er als Kriegsfreiwilliger zuerst Aufklärungs- und später Jagdflieger. Nach Kriegsende arbeitete Bauhofer als Pilot bei der Süddeutschen Flugbild GmbH. Später war er an der Entwicklung der Megola, einer Maschine mit 640-cm³-Fünfzylinder-Sternmotor im Vorderrad, beteiligt. Auf der Rennversion dieses Motorrads bestritt Toni Bauhofer zwischen 1921 und 1924 zusammen mit seinen Teamkollegen Josef Stelzer und Albin Tommasi sehr erfolgreich Motorradrennen. In den Jahren 1923 und 1924 siegte er in den 750-cm³-Läufen des Solitude-Rennens. 1924 gewann Bauhofer auf der Megola durch einen Sieg beim Schleizer Dreieckrennen den Titel in der 1000-cm³-Klasse der erstmals ausgetragenen Deutschen Motorrad-Straßenmeisterschaft.
Nach dem Ende der Deutsche-Megola-Werke G.m.b.H. wechselte Toni Bauhofer am 1. Januar 1925 zu den Bayerischen Motorenwerken, wo er bis 1929 Werksfahrer war. 1927 siegte er beim Eifelrennen für Motorräder in der 500-cm³-Klasse auf der neu eröffneten Nürburgring-Nordschleife und bei Rund um die Solitude in Stuttgart in der 1000er-Kategorie. Im Jahr 1928 gewann der Münchner erneut den Titel in der Deutschen 1000-cm³-Straßenmeisterschaft und fuhr u. a. Siege beim Eilenriederennen in Hannover, auf dem Marienberger und dem Schleizer Dreieck ein.
Von 1929 bis 1935 war Toni Bauhofer, der als fairer Sportsmann, hervorragender Techniker und großes Fahrtalent bekannt war, DKW-Werksfahrer für die Zschopauer Motorenwerke J. S. Rasmussen (ab 1932: Auto Union AG). 1930 und 1932 gewann er den Titel in der 500-cm³-Klasse der deutschen Meisterschaft. Zwischen 1931 und 1934 fuhr er außerdem den DKW-F-1-Monoposto. Am Ende der Saison 1935 zog sich Bauhofer bei einem schweren Unfall im Training zum Feldbergrennen im Taunus einen Oberschenkelbruch zu und entschloss sich daraufhin, vom aktiven Rennsport zurückzutreten. Danach betreute er bei der Auto Union AG zwei Jahre lang die Nachwuchs- und Privatfahrer.
Ab 1937 betrieb Bauhofer in seiner Heimatstadt eine Motorradvertretung und -werkstatt. 1961 wurde er, der in seiner Laufbahn etwa 250 Siege im In- und Ausland einfuhr, mit dem ADAC-Sportabzeichen mit Brillanten ausgezeichnet.

## Statistik

### Erfolge
- 1924 – Deutscher 1000-cm³-Meister (ADAC) auf Megola
- 1928 – Deutscher Meister Klasse über 500 cm³ auf BMW
- 1930 – Deutscher 500-cm³-Meister auf DKW
- 1932 – Deutscher 500-cm³-Meister auf DKW

### Rennsiege
| Jahr | Klasse          | Maschine | Rennen                     | Strecke                 |
| ---- | --------------- | -------- | -------------------------- | ----------------------- |
| 1923 | 750 cm³         | Megola   | Solitude Bergpreis         | Solitude                |
| 1924 | 750 cm³         | Megola   | Großer Solitude Bergpreis  | Solitude                |
| 1924 | 750 cm³         | Megola   | Eilenriederennen           | Eilenriede              |
| 1925 | 1000 cm³        | Megola   | Schleizer Dreieckrennen    | Schleizer Dreieck       |
| 1926 | 500 cm³         | BMW      | Eilenriederennen           | Eilenriede              |
| 1926 | 1000 cm³        | BMW      | Eilenriederennen           | Eilenriede              |
| 1926 | über 500 cm³    | BMW      | Marienberger Dreieckrennen | Marienberger Dreieck    |
| 1926 | 500 cm³         | BMW      | Kolberger Bäderrennen      | Kolberg                 |
| 1927 | 750 cm³         | BMW      | Eilenriederennen           | Eilenriede              |
| 1927 | 1000 cm³        | BMW      | Rund um die Solitude       | Solitude                |
| 1927 | 750 cm³         | BMW      | Tschechoslowakische TT     | Prag-Kbely              |
| 1927 | 500 cm³         | BMW      | Eifelrennen                | Nürburgring-Südschleife |
| 1928 | über 500 cm³    | BMW      | Eilenriederennen           | Eilenriede              |
| 1928 | über 500 cm³    | BMW      | Marienberger Dreieckrennen | Marienberger Dreieck    |
| 1929 | 1000 cm³        | BMW      | Kolberger Bäderrennen      | Kolberg                 |
| 1929 | über 500 cm³    | BMW      | Marienberger Dreieckrennen | Marienberger Dreieck    |
| 1930 | 500 cm³         | DKW      | Rund um Schotten           | Schottenring            |
| 1931 | Solo-Motorräder | DKW      | Eifelrennen                | Nürburgring-Südschleife |
| 1932 | 500 cm³         | DKW      | Eilenriederennen           | Eilenriede              |
| 1933 | 1000 cm³        | DKW      | Rund um Schotten           | Schottenring            |
| 1933 | 500 cm³         | DKW      | Marienberger Dreieckrennen | Marienberger Dreieck    |
| 1934 | 500 cm³         | DKW      | Eilenriederennen           | Eilenriede              |

## Verweise